# Мерклинген
Мерклинген (њем. Merklingen) општина је у њемачкој савезној држави Баден-Виртемберг. Једно је од 55 општинских средишта округа Алб-Донау-Крајс. Према процјени из 2010. у општини је живјело 1.889 становника. Посједује регионалну шифру (AGS) 8425079.

## Географски и демографски подаци
Мерклинген се налази у савезној држави Баден-Виртемберг у округу Алб-Донау-Крајс. Општина се налази на надморској висини од 699 метара. Површина општине износи 21,3 km². У самом мјесту је, према процјени из 2010. године, живјело 1.889 становника. Просјечна густина становништва износи 89 становника/km².

## Међународна сарадња
| Мјесто | Држава   | Врста сарадње | Од    |
| ------ | -------- | ------------- | ----- |
| Вокањ  | Мађарска | контакт       | 1993. |
| Извор  |          |               |       |